# هارولد دين
هارولد دين (بالإنجليزية: Harold Dean)‏ هو لاعب كرة قدم بريطاني، (و. 1910  م). لعب مع مانشستر يونايتد.